# Вир (филм)
„Вир“ је српски филм из 2012. године. Режирао га је Бојан Вук Косовчевић, који је написао и сценарио.
Филм „Вир“ је премијерно приказан у Београду 11. новембра 2012. године.
Ово је филм о првој половини 90-их година из угла младих, о њиховим напорима да пронађу себе, док их околности вуку на дно.

## Радња
Филм чине три приче, свака прати различитог јунака током 48 сати када у њиховим животима долази до великог преокрета. 
- Корени мржње прати вођу групе скинхеда, Богдана. Његов бес и агресија, које му је несебично у кости утерао отац константним батинама и беспотребним кажњавањем, изазива у њему ерупцију мржње према себи и целом свету, води га на дно.
- Сумрак идола прати Калета, последњег преживелог пуцача из једног познатог клана. Штити га стриц из државне безбедности, све док Кале још једном не претера.
- Вир прати Грофа, уметника-цртача графита који је био мобилисан и завршио са траумом из рата од које се још није опоравио. Цео свој живот је посветио цртању графита са једном посебном темом-виром. Сигуран је да када га нацрта онако како треба, нестаће сенке прошлости са којима живи.[2][1]

## Улоге
| Глумац               | Улога             |
| -------------------- | ----------------- |
| Небојша Ђорђевић     | Богдан            |
| Срђан Пантелић       | Кале              |
| Ненад Окановић       | Гроф              |
| Мирјана Карановић    | Инспекторка       |
| Драган Николић       | ДБ-овац           |
| Емир Кустурица       | Богданов отац     |
| Марина Воденичар     | Мира              |
| Александар Марковић  | Ваљевац           |
| Јелена Матијашевић   | Бека              |
| Ивана Јовановић      | Нада              |
| Иван Ивановић        | Мунгос            |
| Дијана Савановић     | Кристи            |
| Александар Тодоровић | Милош             |
| Борис Јагер          | Мали              |
| Милан Ковачевић      | Водник            |
| Миљан Прљета         | Маре              |
| Иван Крајишник       | Коле              |
| Слободан Павељић     | Ками              |
| Огњен Црномарковић   | мали Богдан       |
| Радомир Николић      | Полицајац Николић |
| Александар Кањевац   | Полицајац Кањевац |